# Faculdade Cásper Líbero
A Faculdade Cásper Líbero é uma instituição de ensino superior na área de comunicação social sediada na cidade brasileira de São Paulo, mais precisamente na Avenida Paulista, 900. A ideia de sua criação partiu do empresário e jornalista Cásper Líbero. Fundada em 1947, foi a segunda instituição da América Latina a possuir um curso de jornalismo.
Atualmente disponibiliza também os cursos de Publicidade e Propaganda, Relações Públicas e Rádio, TV e Internet como complemento à área de comunicação social, além de um centro interdisciplinar de pesquisa (CIP), programas de pós-graduação em lato sensu, cursos livres e extensão universitária.
A faculdade ocupa quatro andares do prédio onde funciona a Fundação Cásper Líbero. Além das salas de aula convencionais, sua estrutura educacional tem suporte na preservação da biblioteca Prof. José Geraldo Vieira, que conta com um acervo de 49.000 livros, 580 periódicos, 4.270 filmes em uma área de 625 m², nas ilhas de edição equipadas com softwares específicos de edição de áudio e vídeo, nos dois laboratórios de rádio com revestimento acústico, três laboratórios de TV, laboratório de foto digital, laboratório fotográfico, nove laboratórios de informática equipados das linhas PC e Apple, quadra poliesportiva, Sala Aloysio Biondi e o Teatro Cásper Líbero.
De acordo com o Ranking Universitário da Folha de S.Paulo de 2019, a Cásper Líbero é a melhor instituição particular no curso de Comunicação. Em 2018 na avaliação do Guia do Estudante, a Faculdade Cásper Líbero obteve excelentes resultados: o curso de Jornalismo recebeu cinco estrelas e os cursos de Publicidade e Propaganda, Relações Públicas e Rádio, TV e Internet foram classificados com quatro estrelas. O atual encarregado da diretoria da faculdade é Welington Andrade, que assumiu o cargo de diretor no dia 1 de março de 2019.

## Histórico
Como parte das disposições testamentárias do advogado, jornalista e empresário Cásper Líbero, a primeira escola superior de Jornalismo do Brasil, Faculdade Cásper Líbero foi fundada em 1943, porém só passou a funcionar a partir de 1947, por conta de questões legislativas e burocráticas.

## A biblioteca
A Biblioteca José Geraldo Vieira foi criada e inaugurada em 1948, um ano depois da inauguração da escola de Jornalismo. Passou por um processo de modernização em Junho de 2008, no sistema de gerenciamento do acervo, fazendo com que fosse possível acessar os serviços online. Com uma área de 625 m², a Biblioteca contém um acervo de 49.000 livros, 580 periódicos, 4.270 filmes e diversas bases de dados on-line e em CD-ROM, além de ter um Centro de Documentação e Pesquisa onde se encontra a hemeroteca, o acervo de audiovisual, a coleção de jornais históricos da Gazeta, a coleção de livros da biblioteca pessoal de Cásper Líbero e outros materiais raros.

## Acervo
Os alunos da Faculdade Cásper Líbero dispõem de um grande acervo histórico para consulta. Diversas edições da antiga Gazeta Esportiva estão preservadas no local, materiais televisivos armazenados em formatos passados (Quadruplex videotape, U-matic, Betacam, entre outros.) e vasta discoteca com raridades, principalmente da música brasileira.